# Conocephalus hecticus
Conocephalus hecticus är en insektsart som först beskrevs av Gerstaecker 1869.  Conocephalus hecticus ingår i släktet Conocephalus och familjen vårtbitare. Inga underarter finns listade i Catalogue of Life.